# Teulada (Espanha)
Teulada é um município da Espanha na província de Alicante, Comunidade Valenciana. Tem 32,24 km² de área e em 2021 tinha 11 466 habitantes (densidade: 355,6 hab./km²).

## Demografia
| Variação demográfica do município entre 1991 e 2004 | Variação demográfica do município entre 1991 e 2004 | Variação demográfica do município entre 1991 e 2004 | Variação demográfica do município entre 1991 e 2004 |
| --------------------------------------------------- | --------------------------------------------------- | --------------------------------------------------- | --------------------------------------------------- |
| 1991                                                | 1996                                                | 2001                                                | 2004                                                |
| 5230                                                | 8430                                                | 8453                                                | 11060                                               |